# 마레크 헤인스
마레크 헤인스(체코어: Marek Heinz, 1977년 8월 4일, 체코슬로바키아 올로모우츠 ~ )는 체코의 전 축구 선수로, 포지션은 스트라이커다. 헤인스는 지난 유로 2004 대회에서 라트비아와 독일을 상대로 득점을 기록했었다.

## 경력
- 2000년 하계 올림픽 국가대표
- UEFA 유로 2004 국가대표
- 2006년 FIFA 월드컵 국가대표

## 수상
체코
- UEFA 유로 2004 4강

개인
- 2003-04 감브리누스리가 우승
- UEFA 유로 2004 독일 vs 체코 조별리그 맨 오브 더 매치